# إصمات
الإصماتُ: لُغَةً: المَنْع، وعند القراء: منعُ حروفِهِ من أن يُبنىٰ منها وحدَها في كلام العرب كلمةٌ رباعيةُ الأصولِ، أو خماسية؛ لِثِقَلِها على اللسان، فلا بد أن يكون في الكلمات الرباعية أو الخماسية حرف من الحروف المُذْلَقة؛ لتَعدِلَ خِفَّتُها ثِقَلَ حرفِ الإصمات، وتسمى بالحروف المُصمَتة على اسم المفعول، وحروفه: ثلاثة وعشرون حرفًا، وهي الباقية من حروف الهجاء بعد حروف الذَّلاقة، وهي مجموعة في قولك: «جُزْ غُشَّ سَاخِطٍ، صِدْ ثِقَةً إِذَا وَعَظَهُ يَحُضُّكَ».
فحروفُ الإصمات ممنوعةٌ من أن تختص في لغة العرب ببناء كلمة مُجَرَّدةٍ رباعيةٍ أو خماسية. فإذا وجدتَ كلمةً رُباعيةً أو خُماسية، وكُلُّ حروفِها أصلية، وليس فيها حرفٌ من حروفِ الذَّلَاقة، فهي غيرُ عربية، كلفظ: عَسْجَد: اسم للذهب أعجمي، وعَسَطُوس -بفتح العين والسين- اسم لشجر الخَيزُران، وحروف الإصمات ما عدا أحرُفَ الذلاقةِ المتقدمةَ.
وتُسَمَّىٰ أيضًا «الحروفَ الصُّتْمَ»: (بتقديمِ الصاد على التاءِ، والتاءِ على الميم)، ذَكَرها الجَوهَرِيُّ في «الصحاح»، ونقلَها عنها مُحَمَّدُ بْنُ مُكَرَّمٍ (ابْنُ منظور) في «لسان العرب»، مادةِ «صَتْم»: «ما عدا الذُّلْق» (أيْ: ما عدا الحروفَ الذُّلْقَ؛ المُذْلَقة). وقالَ الخليلُ بْنُ أحمدَ الفراهيديُّ: التي ليستْ من الحَلْق. وقال ابْنُ الجَزَرِيِّ في «التمهيد في علم التجويد»: وسُمِّيَتْ صُتمًا لتمكنها في خروجها من الفم واستحكامها فيه، يقال للمحكم: المُصَتَّم [والصَّتْم].